# Thailanda la Jocurile Olimpice de vară din 2016
Thailanda a participat la Jocurile Olimpice de vară din 2016 de la Rio de Janeiro în perioada 5 – 21 august 2016, cu o delegație de 54 de sportivi, care a concurat în 15 sporturi. Cu un total de șase medalii, inclusiv două de aur, Thailanda s-a aflat pe locul 35 în clasamentul final.

## Participanți
Delegația thailandeză a cuprins 54 de sportivi: 26 de bărbați și 28 de femei (rezervele la fotbal, handbal, hochei pe iarbă și scrimă nu sunt incluse). Cel mai tânăr atlet din delegația a fost taekwondistul Tawin Hanprab (18 ani), cel mai vechi a fost jucătorul de golf Thongchai Jaidee (46 de ani).
| Sport         | Masculin | Feminin | Total |
| ------------- | -------- | ------- | ----- |
| Atletism      | 1        | 3       | 4     |
| Badminton     | 2        | 5       | 7     |
| Box           | 4        | 1       | 5     |
| Canotaj       | 1        | 1       | 2     |
| Ciclism       | 0        | 2       | 2     |
| Golf          | 2        | 2       | 4     |
| Haltere       | 5        | 4       | 9     |
| Judo          | 1        | 0       | 1     |
| Natație       | 1        | 1       | 2     |
| Navigație     | 2        | 2       | 4     |
| Taekwondo     | 1        | 2       | 3     |
| Tenis         | 2        | 0       | 2     |
| Tenis de masă | 1        | 2       | 3     |
| Tir           | 2        | 3       | 5     |
| Tir cu arcul  | 1        | 0       | 1     |
| Total         | 26       | 28      | 54    |

## Medalii

### Medaliați
| Medalie | Nume                   | Sport     | Probă          | Dată      |
| ------- | ---------------------- | --------- | -------------- | --------- |
| Aur     | Sopita Tanasan         | Haltere   | 48 kg feminin  | 6 august  |
| Aur     | Sukanya Srisurat       | Haltere   | 58 kg feminin  | 8 august  |
| Argint  | Pimsiri Sirikaew       | Haltere   | 58 kg feminin  | 8 august  |
| Argint  | Tawin Hanprab          | Taekwondo | 58 kg masculin | 17 august |
| Bronz   | Sinphet Kruaithong     | Haltere   | 58 kg masculin | 7 august  |
| Bronz   | Panipak Wongpattanakit | Taekwondo | 49 kg feminin  | 17 august |

### Medalii după sport
| Sport     | Aur | Argint | Bronz | Total |
| Haltere   | 2   | 1      | 1     | 4     |
| Taekwondo | 0   | 1      | 1     | 2     |
| Total     | 2   | 2      | 2     | 6     |

## Natație
| Sportiv          | Probă      | Calificări | Calificări | Semifinale    | Semifinale    | Finală        | Finală        |
| Sportiv          | Probă      | Timp       | Loc        | Timp          | Loc           | Timp          | Loc           |
| ---------------- | ---------- | ---------- | ---------- | ------------- | ------------- | ------------- | ------------- |
| Radomyos Matjiur | 100 m bras | 1:02,36    | 37         | Nu au avansat | Nu au avansat | Nu au avansat | Nu au avansat |